# Trimulyo (Tanjung Bintang)
Trimulyo is een bestuurslaag in het regentschap Lampung Selatan van de provincie Lampung, Indonesië. Trimulyo telt 2611 inwoners (volkstelling 2010).